# Lucki Stipetić
Lucki Stipetić, conosciuto anche come Lucki Herzog (...), è un produttore cinematografico tedesco.
È il fratellastro del regista Werner Herzog. Stipetić è a capo della Werner Herzog Filmproduktion, la compagnia di produzione che ha prodotto pressoché tutti i film di Herzog.

## Riconoscimenti
- 1987 Bayerischer Filmpreis, miglior produttore [1]